# Iphinoe capensis
Iphinoe capensis är en kräftdjursart som först beskrevs av John Todd Zimmer 1921.  Iphinoe capensis ingår i släktet Iphinoe och familjen Bodotriidae. Inga underarter finns listade i Catalogue of Life.